# Fred Wolf (scénariste)
Pour les articles homonymes, voir Fred Wolf.
Fred Wolf est un scénariste, réalisateur, acteur et ancien humoriste américain, né le 7 novembre 1964 à New York.

## Filmographie

### Scénariste
- 1989-1990 : The Pat Sajak Show (5 épisodes)
- 1991-1997 : Saturday Night Live (98 épisodes)
- 1993 : The Chevy Chase Show (14 épisodes)
- 1993 : MTV Movie Awards
- 1996 : Black Sheep
- 1998 : Dirty Work
- 1998 : The Bad Boys of Saturday Night Live
- 1998 : Saturday Night Live: The Best of Chris Farley
- 2001 : Joe La Crasse
- 2003 : Dickie Roberts, ex enfant star
- 2004 : Jusqu'au cou
- 2007 : I Want Candy
- 2007 : Saturday Night Live in the '90s: Pop Culture Nation
- 2008 : Strange Wilderness
- 2010 : Copains pour toujours
- 2013 : Copains pour toujours 2
- 2014 : Beyond the Comics
- 2015 : Joe La Crasse 2 : Un bon gros loser (Joe Dirt 2:Beautiful Loser)
- 2017 : Mad Families
- 1995 : Le Courage d'un con de Peter Segal
- 2019 : Drunk Parents

### Réalisateur
- 2008 : Strange Wilderness
- 2008 : Super blonde
- 2013 : Inappropriate Pilot Outtakes with David Spade
- 2014 : Beyond the Comics
- 2015 : Joe La Crasse 2 : Un bon gros loser (Joe Dirt 2:Beautiful Loser)
- 2017 : Mad Families
- 2019 : Drunk Parents

### Acteur
- 1993-1996 : Saturday Night Live : plusieurs personnages (20 épisodes)
- 1996 : Black Sheep : Ronald Forte
- 1998 : Dirty Work : le sans-abri
- 2000 : Little Nicky : un fan
- 2001 : Joe La Crasse : Freddy le producteur
- 2003 : Dickie Roberts, ex enfant star : le coach de Dickie
- 2014 : Beyond the Comics